# Tonj Airport
Tonj Airport är en flygplats i Sydsudan. Den ligger i den centrala delen av landet, 400 kilometer nordväst om huvudstaden Juba. Tonj Airport ligger 443 meter över havet.
Terrängen runt Tonj Airport är mycket platt. Närmaste större samhälle är Tonj, 2,3 kilometer öster om Tonj Airport.
Omgivningarna runt Tonj Airport är huvudsakligen savann. Runt Tonj Airport är det glesbefolkat, med 17 invånare per kvadratkilometer.